# Atletiek op de Paralympische Zomerspelen 2024 - 800 m vrouwen T54
De 800 meter voor vrouwen klasse T54 op de Paralympische Zomerspelen 2024 vond plaats op 1 september in het Stade de France. Deze klasse is voor atletes met onderbreking van de zenuwen in de lagere delen van de rug, zonder beenfunctie, maar met een bijna volledige armfunctie en een redelijke tot normale rompfunctie. De winares van 2020 was Manuela Schär uit Zwitserland, die in 2024 haar titel wist te prolongeren. De Chinese Zhou Zhaoqian  behaalde het zilver en Susannah Scaroni uit de Verenigde Staten won de bronzen medaille.

## Records
Voorafgaand aan het toernooi waren dit het wereldrecord en het Paralympisch record.
| Wereldrecord        | Zwitserland Manuela Schär | 1:41.47 | Nottwil | 18 augustus 2019 |
| Paralympisch record | Zwitserland Manuela Schär | 1:42.81 | Tokio   | 29 augustus 2021 |

## Series
De eerste drie van beide series kwalificeerden zich direct voor de finale. Van de overgebleven atletes kwalificeerden bovendien de twee snelsten zich voor de finale.

#### Serie 1
| Rang | Naam            | Naam | Tijd    | Bijz. |
| ---- | --------------- | ---- | ------- | ----- |
| 1    | Léa Bayekula    | BEL  | 1:45.42 | Q     |
| 2    | Manuela Schär   | SUI  | 1:45.62 | Q     |
| 3    | Melanie Woods   | GBR  | 1:45.81 | Q, PB |
| 4    | Hannah Dederick | USA  | 1:46.30 | q, PB |
| 5    | Tian Yajuan     | CHN  | 1:47.48 | q, SB |
| 6    | Merle Menje     | GER  | 1:52.83 |       |
| 7    | Aline Rocha     | BRA  | 1:53.04 |       |

### Serie 2
| Rang | Naam                               | Naam | Tijd    | Bijz. |
| ---- | ---------------------------------- | ---- | ------- | ----- |
| 1    | Tatyana McFadden                   | USA  | 1:47.22 | Q     |
| 2    | Susannah Scaroni                   | USA  | 1:47.37 | Q     |
| 3    | Zhou Zhaoqian                      | CHN  | 1:47.47 | Q, SB |
| 4    | Patricia Eachus                    | SUI  | 1:47.60 |       |
| 5    | Vanessa Cristina de Souza          | BRA  | 1:50.29 |       |
| 6    | Noemi Alphonse                     | MRI  | 1:51.04 |       |
| 7    | Jéssica Gabrieli Soares Giacomelli | BRA  | 1:59.55 |       |

## Finale
| Rang   | Naam             | Naam | Tijd    | Bijz.  |
| ------ | ---------------- | ---- | ------- | ------ |
| Goud   | Manuela Schär    | SUI  | 1:42.36 | PR, SB |
| Zilver | Zhou Zhaoqian    | CHN  | 1:43.24 | PB     |
| Brons  | Susannah Scaroni | USA  | 1:43.42 |        |
| 4      | Tatyana McFadden | USA  | 1:43.58 | SB     |
| 5      | Léa Bayekula     | BEL  | 1:43.63 | PB     |
| 6      | Melanie Woods    | GBR  | 1:43.85 | PB     |
| 7      | Hannah Dederick  | USA  | 1:48.20 |        |
| 8      | Tian Yajuan      | CHN  | 1:48.49 |        |